# Чёрный Жеребец
Чёрный Жеребец — общезоологический заказник местного значения. Находится в Краматорском районе Донецкой области.
Заказник находится на территории Ямпольского лесничества и входит в состав Национального природного парка «Святые горы». Площадь заказника составляет 223 гектара.
Заказник является местом произрастания (по реке Чёрный Жеребец) черноольшанников, которые занимают 70 % территории заказника. Возраст деревьев составляет около 80-100 лет.
В 1980-е годы на территории заказника были зарегистрированы поселения бобров, а также серых цапель. Поселения бобров были первыми, обнаруженными на территории Донецкой области, что стало поводом для создания заказника. Статус заказника присвоен решением облисполкома № 549 от 24 декабря 1986 года с целью сохранения черноольшанных лесов.